# Māris Gailis
Māris Gailis, né le 9 juillet 1951 à Riga, est un homme d'État letton. Il fut Premier ministre de Lettonie entre le 15 septembre 1994 et le 21 décembre 1995.